# 동성애성전환자
동성애성전환자(Homosexual transsexual)은 성전환자에 대한 분류의 하나로 출생당시 지정된 성을 기준으로 동성을 좋아하는 트랜스젠더를 말한다.
동성애성전환은 성과학, 심리학, 정신의학에서 사용되는 분류학적 범주로, 동일한 생물학적 성별의 구성원에게 매력을 느끼는 트랜스젠더 또는 트랜스섹슈얼을 분류한다. 성별 정체성이 아닌 출생 시 지정된 성별을 기준으로 남성에게 끌리는 트랜스 여성을 분류한다. (더 드물게 여성에게 끌리는 트랜스 남성)
성적 취향에 따라 트랜스 여성을 분류하는 개념은 1923년 Magnus Hirschfeld에서 시작되었으며 1966년 성학자인 해리 벤자민이 벤자민 척도의 구성 요소로 더욱 발전시켰다. 동성애 성전환자라는 특정 용어는 1973년 Kurt Freund에 의해 만들어졌고 1982년부터 그와 다른 사람들에 의해 사용되었다.
1980년에 발표된 DSM III에서는 성전환자를 진단하고 동성애, 이성애, 무성애 또는 미지정이라는 용어를 사용하여 성전환자의 성적 지향을 명시했다. 이 관습은 Hirschfeld, Benjamin, Freund와 같은 연구자들의 분류학적 연구에서 유래했으며, 성적 지향에 따라 트랜스 여성을 그룹화하면 그들 사이에 중요한 질적 및 통계적 차이가 드러났다는 것을 발견했다. 이러한 차이는 다양한 연구자들에 의해 여러 가지 뚜렷한 원인을 나타내거나 암시하는 것으로 유지되었다. 동성애 성전환자라는 용어는 벤자민, 프로인트, 블랜차드, 앤 로렌스, J. 마이클 베일리, 제임스 캔터 등 다양한 학자들의 출판물에서 사용되었다. 성학자 레이 블랜차드는 1980년대 후반에 개발된 성전환 유형학에서 한 유형의 남성-여성(MTF) 성전환자와 관련하여 개념을 사용한다.
동성애성전환이라는 용어는 성학자, 언어학자, 트랜스젠더 활동가들로부터 트랜스 정체성에 대해 혼란스럽고 둔감하다고 비판받아 왔다. 밀턴 다이아몬드는 설명되는 사람의 성별 또는 성별 정체성에 대해 가정하지 않는 성적 지향에 대한 중립적 설명자로서 안드로필릭(남성에게 끌림) 및 부인성애(여성에게 끌림)라는 대안을 제안했다. androphilia 및 gynephilia와 같은 용어는 주어진 트랜스 여성의 남성에 대한 매력을 평가하기 위해 Modified Androphilia Scale을 사용한 연구와 같은 현재 연구에서 동성애자, 이성애자 또는 비 동성애자를 대신하거나 동시에 사용되는 경우가 있다. S. J. Wahng은 2004년에 동성애 성전환자라는 용어가 "구식"이라고 주장했다. 트랜스섹슈얼리티라는 용어는 DSM-IV에서 정신 장애로 삭제되었고 진단 라벨로서 성 정체성 장애로 대체되었지만 DSM IV-TR에는 남성, 여성, 둘 모두에 대한 매력 또는 둘 다에 대한 매력이 명시되지 않았다.
"동성애성전환"에 대한 대부분의 연구는 트랜스 여성을 대상으로 진행되었다. 그들은 일반적으로 사회 경제적으로 불리하고 일련의 남자 형제 자매에서 늦게 태어나고 크로스 젠더 페티시즘이나 자기 여성 성애를 보일 가능성이 낮고 남성 성애가 아닌 트랜스 여성보다 어린 나이에 커밍아웃한다. 여성 대 남성 성별위화감의 유병률이 남성 대 여성 GD의 유병률과 비슷하지만 할당된 여성의 성별 차이에 대한 연구는 상대적으로 거의 이루어지지 않았다.